# ماکسین جونز
ماکسین جونز (به انگلیسی: Maxine Jones) (زاده ۱۶ ژانویهٔ ۱۹۶۲) خواننده، ترانه‌سرا و بازیگر آمریکایی است.